# Paljas (bier)
Paljas is een Belgisch bier ontstaan in 2013. Het bier werd tot 2021 gebrouwen door Brouwerij Anders! in opdracht van Brouwerij Henricus en wordt sinds juni 2021 gebrouwen bij Brouwerij De Leite in Ruddervoorde.
Paljas is ontstaan door een uit de hand gelopen hobby van Mathias Van den Poel. Na twee jaar experimenteren met verschillende hopsoorten zag de Paljas Blond in 2013 het levenslicht. Later volgden dan de Paljas Bruin, Paljas IPA, Paljas Rosé en Paljas Saison. De bieren van Paljas zijn ondertussen in twintig landen te verkrijgen.
Op 11 juni 2021 werd het merk Paljas overgenomen door Brouwerij De Leite. Vanaf deze datum worden alle Paljas-bieren gebrouwen op de site van Brouwerij De Leite en worden samen met Enfant Terriple en Femme Fatale wereldwijd verdeeld.